# Febe (figlia di Leucippo)
Febe (in greco antico: Φοίβη?, Phoibe) è un personaggio della mitologia greca. Fu una principessa di Messene.

## Genealogia
Figlia di Leucippo e di Filodice (figlia di Inaco). Sposò Polluce (uno dei Dioscuri) e divenne madre di Mnesileo (o Mnasinous).

## Mitologia
Febe e la sorella Ileria (dette Leucippidi poiché figlie di Leucippo) furono le sacerdotesse di Artemide ed Atena che furono promesse come spose ad Idas e Linceo ma che poi, e cedendo alla tentazione dei ricchi doni offerti dai Dioscuri, Leucippo (il padre) ne concesse la mano a quest'ultimi. 
Linceo ed Idas reagirono tendendo un'imboscata ai Diòscuri che finì con la morte di Linceo e di Castore quest'ultimo era il promesso sposo di Ileria.